# Le Jour des morts
Pour les articles homonymes, voir Day of the Dead.
Pour plus de détails, voir Fiche technique et Distribution.

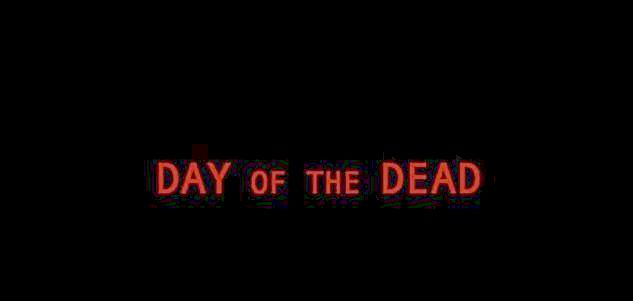
Le Jour des morts (film)

Le Jour des morts (Day of the Dead) est un film d'horreur américain réalisé par Steve Miner, sorti en 2008. Le film est un remake du Le Jour des morts-vivants (1985) de George A. Romero.

## Synopsis
Ce film, bien que remake de l'œuvre originale de Romero, ne reprend pas son scénario mais celui qu'il devait être à l'origine. 
Une épidémie se répand dans une petite ville des États-Unis, la garde nationale des États-Unis organise alors une quarantaine afin de contrôler l'épidémie. Sarah (même prénom que l'héroïne de l'ancien Le Jour des morts), caporal de la garde nationale est originaire de cette même ville et décide d'aller prendre des nouvelles de sa mère et son frère...

## Fiche technique
- Titre : Day of the dead
- Titre français : Le Jour des morts
- Réalisation : Steve Miner
- Scénario : Jeffrey Reddick (en) selon une adaptation de George A. Romero (scénario de 1985)
- Production : James Glenn Dudelson, Robert Franklin Dudelson, Randall Emmett, George Furla, Jordan Rush
- Sociétés de production : Emmett-Furla Films, Millennium Films
- Budget : 18 millions de dollars (13,21 millions d'euros)
- Musique : Tyler Bates
- Photographie : Patrick Cady
- Montage : Nathan Easterling
- Décors :
- Costume :
- Pays de production : États-Unis
- Format : Couleurs - 1,85:1 - Dolby Digital - 35 mm
- Genre : Horreur
- Durée : 86 minutes
- Dates de sortie : 
  - États-Unis : 8 avril 2008
  - France : 6 juillet 2012 : (en vidéo)

## Distribution
- Mena Suvari (VF : Céline Mauge) : Sarah Bowman
- Nick Cannon (VF : Pascal Nowak) : Salazar
- Michael Welch (VF : Alexis Tomassian) : Trevor Bowman
- AnnaLynne McCord (VF : Marie-Eugénie Maréchal) : Nina
- Stark Sands (VF : Fabrice Trojani) : Bud Crain
- Matt Rippy (en) (VF : Éric Aubrahn) : Dr Logan
- Ian McNeice (VF : Jean-Loup Horwitz) : D.J. Paul
- Christa Campbell (VF : Louise Lemoine-Torres) : Mrs. Leitner
- Ving Rhames (VF : Jean-Paul Pitolin) : Capt. Rhodes
- Hugh Skinner : Kyle

## Production

### Tournage
Le tournage a débuté le 17 juillet 2006 et s'est déroulé à Pravetz et Sofia, en Bulgarie.

## Autour du film
- Il s'agit du remake du Jour des morts-vivants, réalisé par George A. Romero en 1985 (bien que très différent de l'original).
- Le surnom « Bud » d'un des militaires fait référence au nom du zombie dressé du film de 1985.

## Vidéographie
- 2008 : Day of the Dead, 1 DVD Réf 5055201803979 Édition Optimum Home Entertainment -  Sorti le 1er septembre 2008. Le DVD ne comporte aucun sous-titrage.